# Serpico
Serpico és una pel·lícula policíaca estatunidenca de Sidney Lumet estrenada el 1973, a partir del llibre homònim de Peter Maas. Explica la història viscuda de Frank Serpico, policia de la ciutat de Nova York, que va intentar denunciar la corrupció general que regnava al si d'aquest servei de policia. Va testimoniar a aquest efecte al davant de la comissió Knapp que tenia com a missió investigar sobre aquestes al·legacions.
Una sèrie televisada del mateix nom ha estat difosa a partir de 1978

## Argument
Franck Serpico és un policia novaiorquès que lluita obstinadament contra la corrupció dels seus companys. Aquests acaben per trair-lo en una operació de carrer on està a punt de morir després de rebre un tret a la cara. Després d'11 anys d'una lluita quasi solitària, Serpico veu la seva integritat oficialment reconeguda pels seus superiors.

## Anàlisi
Graciós i estrambòtic, Serpico és més a gust en les vesprades de la joventut contestatària dels anys 1970 que entre els seus col·legues policies. Policia de terreny, es vesteix de civil i adopta en el marc de les seves funcions la forma de vestir de l'esfera d'influència hippy, per tal de fondre's en la població que ell vigila.
Sidney Lumet filma aquí abans de tot un combat. La intransigència de l'heroi l'hissa al rang de màrtir de la policia. Alguns veurien una figura de Crist a la cara de Serpico, que és al fil del temps emmarcat per llargs cabells i menjat per la barba. Aquesta intransigència el pot igualment fer aparèixer com un Don Quixot modern, barallant-se per les seves idees, i Sidney Lumet mostra com n'és d'esgotadora: el combat de Serpico destrueix la seva vida privada, i acaba per deixar la policia.
Pot ser que la fascinació intacta exercida per Serpico resideix en l'acompliment del destí d'aquell que té l'alternativa de Descartes (cal canviar el món o canviar-se a si mateix), i opta per la confrontació amb el món.

## Al voltant de la pel·lícula
Serpico marcarà el començament d'una llarga sèrie d'èxits al cinema de Sidney Lumet.

## Repartiment
- Al Pacino: Frank Serpico
- John Randolph: Sidney Green
- Jack Kehoe: Tom Keough
- Biff McGuire: inspector McClain
- Barbara Eda-Young: Laurie
- Tony Roberts: Bob Blair
- Allan Rich: Tauber
- Norman Ornellas: Rubello
- Ed Grover: Lombardo
- Woodie King Jr.: Larry
- James Tolkan: Tinent Steiger
- M. ESra.t Walsh: Cap Gallagher
- John Medici: Pasquale Serpico
- Cornelia Sharpe: Leslie Lane
- F. Murray Abraham: un col·lèga de Serpico (no surt als crèdits)

## Premis i nominacions

### Premis
- 1974: Globus d'Or al millor actor dramàtic per Al Pacino

### Premis i nominacions
- 1974: Oscar al millor actor per Al Pacino
- 1974: Oscar al millor guió adaptat per Waldo Salt i Norman Wexler
- 1974: Globus d'Or a la millor pel·lícula dramàtica
- 1975: BAFTA a la millor banda sonora per Mikis Theodorakis
- 1975: BAFTA al millor director per Sidney Lumet
- 1975: BAFTA al millor actor per Al Pacino
- 1975: Grammy a la millor banda sonora original escrita per pel·lícula per Mikis Theodorakis